# Rue de l'Adjudant-Réau
La rue de l'Adjudant-Réau est une rue du 20e arrondissement de Paris.

## Origine du nom

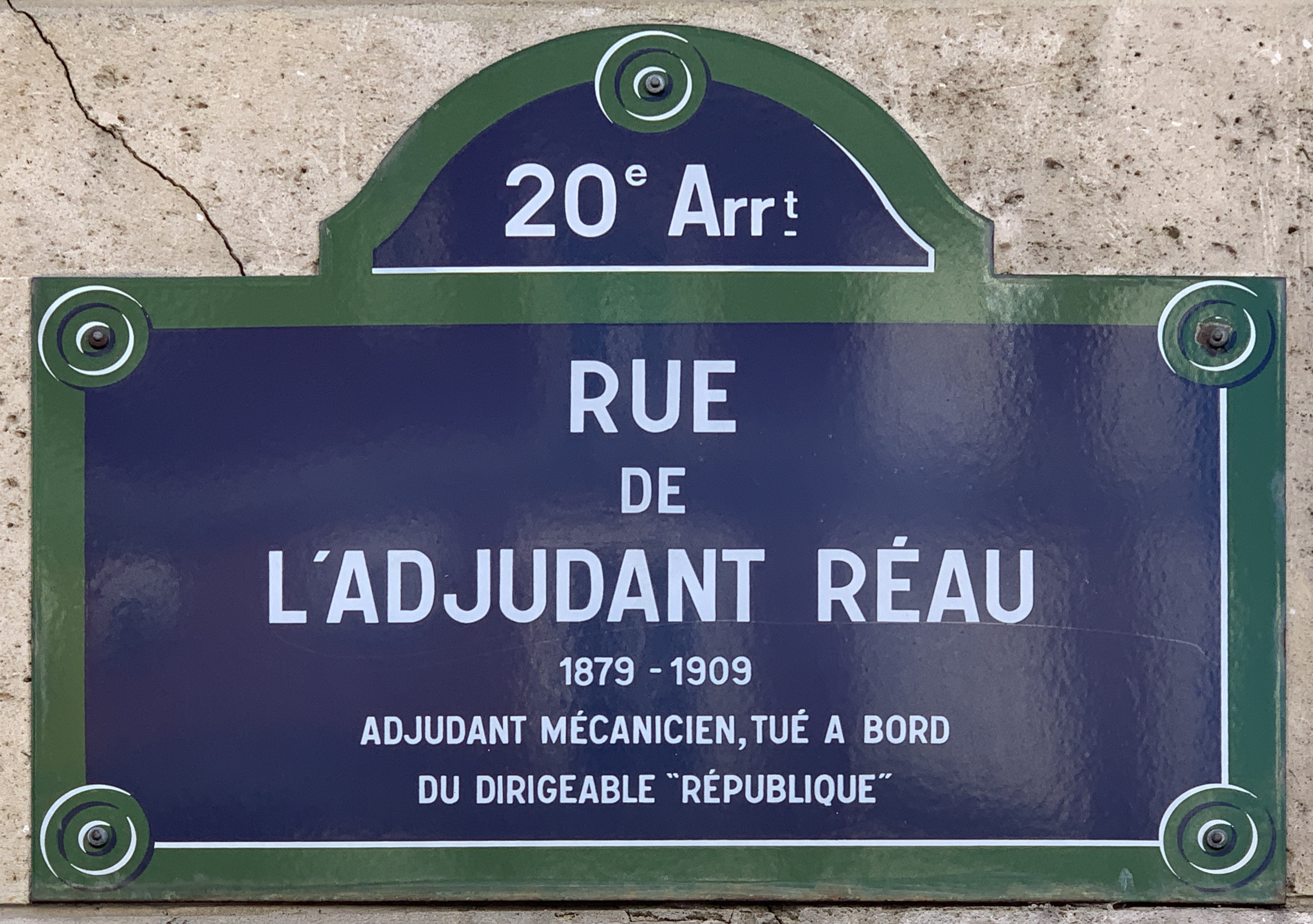
Plaque de la rue.

Son nom vient d'un adjudant mécanicien tué à bord du dirigeable République, Albert Réau (1879-1909), originaire de Naintré.

## Historique
Cette voie est initialement un sentier rural de l'ancienne commune de Charonne, appelé « sentier des Bua », tracé sur le plan cadastral dressé en 1812, qui prendra par un arrêté du 30 juillet 1830 le nom de « rue des Hauts-Montibœufs », nom donné sans doute à cause d'anciens pâturages.
Classée dans la voirie parisienne en vertu du décret du 23 mai 1863, la rue des Hauts-Montibœufs est divisée en 2 par un arrêté du 10 février 1915 approuvé par décret du 30 mars 1915 : 
- une partie prend la dénomination de « rue de l'Adjudant-Réau » ;
- l'autre partie prend la dénomination de « rue du Capitaine-Marchal ».